# Allainville (Yvelines)
Allainville /alɛ̃ˈvil/ è un comune francese di 309 abitanti situato nel dipartimento degli Yvelines nella regione dell'Île-de-France.

## Società

### Evoluzione demografica
Abitanti censiti